# Crimthann I Cosgrach
Crimthann I Cosgrach („Zwycięski”) – legendarny zwierzchni król Irlandii z dynastii Milezjan (linia Eremona) w latach 108-104 p.n.e. Syn Fedlimida Fortuina („Fortuny”), syna Fergusa I Fortamaila („Silnego” lub „Walecznego”), zwierzchniego króla Irlandii.
Objął, według średniowiecznej irlandzkiej legendy i historycznej tradycji, władzę po pokonaniu i zabiciu swego poprzednika oraz kuzyna,  Enny III Aignecha („o Doskonałej Gościnności”), w bitwie pod Ard-Crimthainn. Rządził Irlandią cztery lata, gdy zginął z ręki Rudraige’a I Mora („Wielkiego”), króla Ulaidu, z milezjańskiej linii Ira.

## Potomstwo
Genealogia dotycząca jego potomków jest zagmatwana z powodu dużej liczby pokoleń. Crimthann pozostawił po sobie syna:
- Mogart, miał syna:
  - Art, miał syna:
    - Allod lub Oilioll, miał syna:
      - Nuada Falaid („Blask”), miał syna:
        - Ferach (Feradach) Foglas, miał syna:
          - Oilioll (Ailill) Glas, miał syna:
            - Fiacha Fobrug („z Dobrej Ziemi”), miał syna:
              - Bressal Brec („Cętkowany”), miał dwóch synów:
                - Lugaid, miał syna:
                  - Sedna Sithbaic, miał syna:
                    - Nuada III Necht, przyszły zwierzchni król Irlandii

                - Connla, przodek królów, panów i szlachty w Ossory